# Фридрих, Драгутин
Дра́гутин Фри́дрих (хорв. Dragutin Fridrih; 5 января 1897, Копривница, Королевство Хорватия и Славония, Австро-Венгрия — 23 марта 1980, Загреб, СФРЮ) — югославский хорватский футболист, вратарь. Участник Олимпиады 1924 года.

## Карьера

### Клубная
Драгутин был разносторонним спортсменом, помимо футбола, занимался бегом, хоккеем, лёгкой атлетикой и лыжами, по многим из этих видов спорта занимал призовые места в чемпионатах Загреба, Хорватии, Югославии и Европы. Был одним из лучших теннисистов Югославии своего времени, вместе с братом Крешимиром в 1928 и 1931 годах становился чемпионом страны в парном разряде. В футбол начал играть вместе со своими двумя братьями в клубе «Славен» из родного города Копривница. В 1919 году вместе с семьёй переехал в Загреб, где стал играть за местный ХАШК, в составе которого, вместе с командой, стал один раз третьим призёром чемпионата Королевства СХС в 1927 году. Помимо футбольной, выступал ещё и в составе хоккейной и лыжной команд клуба ХАШК. Кроме того, играл в составе сборной Загреба по футболу, за которую провёл 16 матчей.

### В сборной
В составе главной национальной сборной Королевства СХС дебютировал 8 июня 1922 года в проходившем в Белграде товарищеском матче со сборной Румынии, а последний раз сыграл 10 апреля 1927 года в проходившем в Будапеште товарищеском матче со сборной Венгрии. Был в заявке команды на Олимпиаде 1924 года, однако, на поле не выходил. Всего провёл за главную сборную страны 9 матчей.

## После карьеры
Работая профессором биологии и разъезжая по служебным делам по разным городам (Вировитица, Госпич, Вараждин и т. д.), Фридрих везде занимался пропагандой спорта, которым активно занимался даже выйдя на пенсию, возглавляя теннисную школу в загребском районе Медвещак.
Умер Драгутин Фридрих на 84-м году жизни 23 марта 1980 года в Загребе.

## Достижения

### Командные
3-й призёр чемпионата Королевства СХС: (1)
- 1927 (ХАШК)